# Durotriges
Les Durotriges ou Durotrages furent un des peuples celtes qui vivaient dans le sud de l’actuelle Grande-Bretagne durant la protohistoire, avant l’invasion romaine. Ils sont mentionnés par Claude Ptolémée qui les nomme Dourotriges (en grec ancien Δούροτριγες). Il se pourrait que, plus qu’un peuple homogène, il se soit agi d'une confédération, puisque plusieurs souverains pourraient avoir régné simultanément. Ils ont laissé leur nom au Dorset, ainsi qu'à la ville de Dorchester.
Les Durotriges sont de ceux qui ont résisté à l’invasion romaine de l’île de Bretagne. Dans sa Vie des douze Césars, Suétone fait état de batailles contre la seconde légion d’Auguste, commandée alors par Vespasien. La romanisation est complète vers 70 ap. J.-C.

## Étymologie
La graphie du nom de ce peuple notée par Ptolémée : « Durotriges » semble douteuse. Une inscription plus vraisemblable note Durotrag(es) : Ci(vitas) Duro/trag(um). Selon Xavier Delamarre, il faut probablement comprendre Durotrages comme un nom composé *Dūro-trag-es signifiant « Aux-Pieds-d’Acier » ou « Coureurs-d’Acier », au regard du sens de *dūro- en brittonique, avec le premier membre Dūro- à rapporter à irl. dúr « rigide, solide, ferme »’, bret. dir « acier », gallois dur « acier ».

## Territoire
Le territoire des Durotriges, situé en bordure de la Manche, s’étendait sur le Dorset, le sud du Somerset, le sud du Wiltshire et une partie du Hampshire. Leurs villes principales, après la conquête romaine, étaient Dorchester (anciennement Durnovaria) et Ilchester (anciennement Lindinis). Ils avaient pour principaux voisins les Dumnones à l’ouest. Ils étaient vraisemblablement séparés de ces derniers par les Quantock Hills, dont le nom peut suggérer une frontière, et par les Blackdown Hills. Leurs autres voisins sont les Dobunni au nord, les Atrébates et les Regni à l’est. Selon le témoignage de Claude Ptolémée, dans sa Géographie, les Durotriges sont séparés des Dobunnes, Atrébates et Regni par un peuple qu'il appelle les belgai.

Les peuples celtes du sud de l'Angleterre selon la description de Ptolémée.

Le territoire était défendu par des forteresses qui étaient encore utilisées au milieu du Ier siècle apr. J.-C. telles que Maiden Castle, un important oppidum d'une superficie de 20 hectares, dont la construction remonte au VIe siècle av. J.-C. à proximité de Dorchester. En tout, près d'une quarantaine de hillforts sont connus pour le seul Dorset, tous ne sont pas datés et seuls ceux en usage à l'âge du fer et à la période romaine peuvent être attribués aux Durotriges, parmi eux les sites de Hambledon Hill, de Hod Hill, de Poundbury, de Buzbury Rings, de Badbury Rings ou de Dudsbury Camp sont aussi datés du second âge du fer et peuvent être considérés comme des sites durotriges.
Sur le territoire des Durotriges, deux autres sites remarquables se distinguent, notamment par leur taille. Il s'agit, pour l'un, du site de Ham Hill, dans le Sommerset, un vaste oppidum de plus de 80 hectares où les traces d'un affrontement militaire avec les Romains ont pu être décelées par les campagnes de fouilles de 2011-2013. L'autre est le site de Hengistbury Head, l'un des ports de commerce les plus actifs de la région, en relation avec les peuples armoricains, Unelles, Coriosolites, Osismes ou Vénètes. La découverte, en 1964, d'un bateau de l'âge du fer dans la baie de Poole Harbor peut suggérer pour ce peuple, l'existence d'un second port. Le bateau découvert n'est cependant pas adapté à la navigation en haute mer.

## Histoire

### À l'époque protohistorique

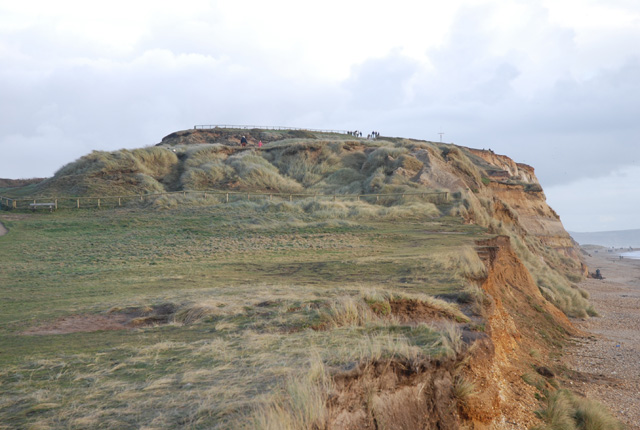
Le site de Hengistbury Head.

Comme l'ensemble des sociétés celtiques, celle des Durotriges était fortement hiérarchisée et son économie était essentiellement basée sur l'agriculture. Par leur accès à la Manche et via leur port de Hengistbury Head, ils étaient également des acteurs majeurs du commerce trans-Manche, en particulier en direction des peuples armoricains, notamment les Unelles et le site d'Urville-Nacqueville dans le Cotentin. Ils entretenaient aussi des relations avec d'autres Gaulois du continent : Baiocasses du Bessin, Coriosolites, Osismes et Vénètes.
Les Durotriges enterraient souvent les femmes avec un mobilier funéraire conséquent. Alors que la plupart des anciennes sociétés préhistoriques d'Europe sont la plupart du temps de type patrilocal, les sites funéraires durotrigiens étudiés montrent un groupe de parenté étendu centré autour d’une seule lignée maternelle. D'une manière générale, les cimetières britanniques de l’âge du fer se distinguent par une réduction marquée de la diversité due à la présence de lignées maternelles dominantes. La région des Durotriges se distingue également par le fait qu'à la différence de la majeure partie de la Grande-Bretagne qui présente une continuité génomique majoritaire de l’âge du bronze ancien à l’âge du fer, celle-ci est nettement réduite dans la région côtière centrale du sud avec des échanges culturels transmanche persistants.
Les Durotriges possédaient un système monétaire (à partir de 65 av. J.-C.), mais leurs pièces ne comportent aucune inscription qui pourrait nous renseigner sur les dynasties souveraines. Leurs monnaies ont été retrouvées en différents endroits de l'île de Bretagne ainsi qu'à Jersey, mêlées à celles de peuples gaulois. De nombreuses pièces de poteries ont aussi été retrouvées, témoignant de la maîtrise de cette industrie. L'analyse du corpus céramique durotrige suggère à l'archéologue Barry Cunliffe que la production était de plus en plus centralisée à Poole Harbour.
Leur principal débouché pour le commerce d'outre-Manche s'est cependant refermé après la conquête romaine de la Gaule, et ce, jusqu'à ce que les Romains aient soumis l'île de Bretagne. Des preuves numismatiques montrent une dégradation progressive de la monnaie, ce qui suggère un repli économique accompagnant un isolement culturel accru.

### Après la conquête romaine
Les Durotriges ont résisté à l’invasion romaine en 43 apr. J.-C. Les historiens Suétone et Dion Cassius enregistrent ainsi des combats très durs menés par les peuples bretons contre les troupes romaines. L'archéologie montre aussi des traces d'affrontements sur certains sites fortifiés, ainsi Maiden Castle ou Ham Hill. En dépit de cette opposition farouche, les Durotriges se romanisent très vite et, en 70 apr. J.-C., ils sont fermement inclus dans la province romaine de Britannia. Au sein de leur territoire, les Romains ont exploité des carrières ainsi une industrie locale de la céramique.

### Antiquité tardive
À la fin du IIIe siècle, la réforme de Dioclétien intègre la cité des Durotriges au sein de la province de la Bretagne Première.

## Sources
- John Haywood, Atlas historique des Celtes, trad. Colette Stévanovitch, éditions Autrement, coll. Atlas/Mémoires, Paris, 2002,  (ISBN 2-7467-0187-1).
- Venceslas Kruta, Les Celtes, Histoire et dictionnaire, Éditions Robert Laffont, coll. « Bouquins », Paris, 2000,  (ISBN 2-7028-6261-6).
- Maurice Meuleau, Les Celtes en Europe, GML (Éditions Ouest-France), Paris, 2004,  (ISBN 2-7028-9095-4).
- Consulter aussi la bibliographie sur les Celtes et la bibliographie de la mythologie celtique.

## Note
1. ↑  Xavier Delamarre, Notes d'onomastique vieille-celtique, Keltische Forschungen, no 5, 2012, p.99-138
2. ↑  Le nom des Durotriges se retrouve dans celui du comté de Dorset et celui de la ville de Dorchester.
3. ↑  Stephen Ripon, Making sense of an historc landscape, chap.14 "Regional variation in landscape character during the late prehistoric and Roman periods", Pages 287–314, 2012, https://doi.org/10.1093/acprof:osobl/9780199533787.003.0014
4. ↑  Wenceslas Kruta, Les celtes, histoire et dictionnaire, Robert Laffont, 2000.
5. ↑  Claude Ptolémée, Géographie, Livre II, 26-29.
6. ↑  Maiden Castle sur l'Atlas of Hillforts of Britain and Ireland, G. Lock, I. Ralston, University of Oxford, University of Edimburgh, 2017.
7. ↑  Hambledon Hill sur l'Atlas of Hillforts of Britain and Ireland, G. Lock, I. Ralston, University of Oxford, University of Edimburgh, 2017.
8. ↑  Hod Hill sur l'Atlas of Hillforts of Britain and Ireland, G. Lock, I. Ralston, University of Oxford, University of Edimburgh, 2017.
9. ↑  Poundbury sur l'Atlas of Hillforts of Britain and Ireland, G. Lock, I. Ralston, University of Oxford, University of Edimburgh, 2017.
10. ↑  Buzbury Rings sur l'Atlas of Hillforts of Britain and Ireland, G. Lock, I. Ralston, University of Oxford, University of Edimburgh, 2017.
11. ↑  Badbury Rings sur l'Atlas of Hillforts of Britain and Ireland, G. Lock, I. Ralston, University of Oxford, University of Edimburgh, 2017.
12. ↑  Dudsbury Camp sur l'Atlas of Hillforts of Britain and Ireland, G. Lock, I. Ralston, University of Oxford, University of Edimburgh, 2017.
13. ↑  final excavations underway at Ham Hill, University of Cambridge, 2013.
14. ↑  Hengistbury Head sur [oppida.org]
15. ↑  Présentation du  Poole logboat sur le site internet du Poole Museum.
16. ↑  Anthony Lefort et Cyril Marcigny, 2009 – La probable agglomération portuaire du second âge du Fer d’Urville-Nacqueville : un état de la documentation, bulletin de l’Association Manche Atlantique pour la Recherche Archéologique dans les Iles (AMARAI), no 22, p. 39-82.
17. ↑  (en) Lara M. Cassidy, Miles Russell, Martin Smith et al., Continental influx and pervasive matrilocality in Iron Age Britain, nature.com, 15 janvier 2025, doi.org/10.1038/s41586-024-08409-6
18. ↑  B. Cunliffe Iron Age Communities in Britain: An Account of England, Scotland and Wales from the Seventh Century BC Until the Roman Conquest, p. 183, 4th ed., 2005. Lire en ligne